# Lac Nõva Veski
Le Lac Nõva Veski (en estonien : Nõva Veskijärv) ou lac Tamre (en estonien : Tamre järv) ou lac Tamra (en estonien : Tamra järv) est un lac de la commune de Lääne-Nigula dans le comté de Lääne en Estonie,,,.

## Géographie
La superficie du lac est de 185,2 hectares et il mesure 2,1 kilomètres de long et 1,1 kilomètres de large. 
La longueur de son rivage est de 7,054 kilomètres.
Le lac a une profondeur moyenne de 1,7 mètres et une profondeur maximale de 3 mètres.
Le lac ne comprend qu'une seule petite île située à l'extrémité d'un long promontoire. 
Il existe une vingtaine de ruisseaux marécageux ou forestiers. 
L'un des ruisseaux amène les eaux du lac Tänav et l'autre est le Veskijõgi qui s'étend jusqu'à la rive sud-est du lac. 
Le Veskijõgi est l'émissaire du lac Hindaste järv et le cours d'eau traversant le lac Nõva Veski.
Le Veskijõgi part du lac Nõva Veski vers le nord, où il se jette dans la baie Keibu laht (et) du golfe de Finlande,,,.
Le lac Nõva Veski fait partie de la zone de protection du paysage de Läänemaa Suursoo (et).